# Тонча
Тонча (груз. ტონჩა) — село в Грузии, в муниципалитете Душети края Мцхета-Мтианети. 

## География
Село расположено в северной части края, в 25 километрах по прямой к северо-западу от центра муниципалитета Душети. Высота центра — 1160 метров над уровнем моря.

## Население
По данным переписи населения 2014 года, в селе проживало 2 человека.
| Год  | Население | Мужчины | Женщины |
| ---- | --------- | ------- | ------- |
| 2002 | 0         | 0       | 0       |
| 2014 | 2         | 1       | 1       |